# Siulnas
Siulnas (Buenos Aires, 7 de septiembre de 1932 – Morón, provincia de Buenos Aires, 1 de octubre de 2013) es el seudónimo del dibujante, historietista, historiador y humorista argentino Oscar Edgardo Vázquez Lucio.

## Carrera profesional
Vivió en la ciudad de Buenos Aires hasta 1956, año en que estableció su residencia en la cercana ciudad de Morón, provincia de Buenos Aires. Antes de saber leer se interesó por los dibujos y años después recordaba en un reportaje que en su infancia y adolescencia sus preferidos eran los personajes de Walt Disney, que venían en el suplemento de historietas de los miércoles del diario Crítica, y los de Dante Quinterno, que miraba en la revista Patoruzú desde su aparición, en noviembre de 1936.
A los once años comenzó a dibujar una revista, que llamó Aleteos, de la que cada mes hacía, a puro plumín (inclusive los textos en letra de imprenta), con pinceladas de color con acuarela, un único ejemplar que durante treinta días circulaba entre familiares y amigos. Esta revista, que tenía ediciones especiales de más páginas a fin de año, la realizó durante tres años y al final de su vida conservaba la colección completa, con excepción de un solo ejemplar.
A fines de la década de 1940 comenzó a frecuentar la MEEBA (Mutual de Estudiantes y Egresados de Bellas Artes, luego convertida en Asociación), una pintoresca academia de dibujo, pintura y escultura ubicada en Medrano 860, en el barrio porteño de Almagro. Tal fue su ingreso al universo de la caricatura. Allí se relacionó con los grandes maestros de la época, como el caricaturista Ramón Columba, y con muchos colegas que con el tiempo descollarían en el dibujo humorístico y otros campos de las artes. En MEEBA, Siulnas creó un periódico mural donde cada semana presentaba las novedades por medio de caricaturas. También realizó allí sus primeras exposiciones.

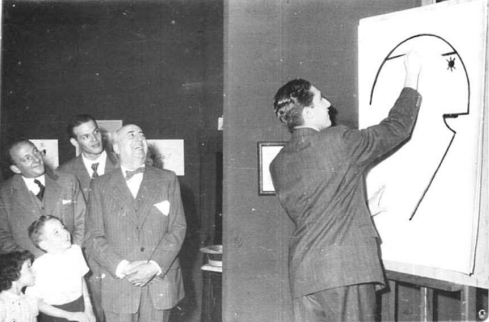
Siulnas dibuja una caricatura de Ramón Columba, quien observa desde atrás.

Publicó un dibujo por primera vez en las páginas reservadas a los lectores en la revista Ra-Ta-Plan y sus primeras colaboraciones como profesional fueron en la revista Cascabel, donde lucía su estilo de dibujo «modernísimo» para esa época que, si bien recibía elogiosos comentarios críticos en las exposiciones, no fue acogido por ninguna otra publicación. También hacía caricaturas deportivas en la revista La Cancha y tenía a su cargo una sección fija titulada «Y viven su vida», en el diario Crítica.
Publicó su primer personaje de historieta, Cristalino, en el diario El Laborista , a los que siguieron Magolín, en la revista Tío Vivo , y Videojito, en la revista Canal TV . Una tira que tuvo mucho éxito, aunque ya en una revista empresarial, fue «Siulnas maneja», con dos protagonistas: el autor de la historieta y su vehículo humanizado: un Citroën 2CV, en la revista Mundo Citroën . 
Colaboró en la conocida revista Rico Tipo, mayoritariamente con notas de humor escrito, en la revista Dr. Merengue, preferentemente con humor gráfico; hizo tapas y adaptaciones en historieta semicómica de grandes novelas en Mundo Infantil ; humor gráfico automovilístico en la revista Parabrisas , e ilustraciones —menos humorísticas y con rasgos del estilo de su primera etapa— en la revista El Hogar. Otras revistas que recibieron sus colaboraciones fueron La Hipotenusa  y Satiricón en sus primeros tres números. 
En 1968, una muestra exhibida en el Museo de Bellas Artes de Buenos Aires titulada «Nuevos materiales - Nuevas técnicas - Nueva expresión» fue su inspiración para crear su «Humor tridimensional, cinético y cibernético», una serie de obras que se apartaban de la tradicional forma plana e incluían perillas, botones y otros elementos que permitían la intervención de los espectadores. La colección fue exhibida por primera vez en la galería de arte «El erizo incandescente», del escenógrafo Luis Diego Pedreira, ubicada en Esmeralda 771, Buenos Aires.
Desde 1981 hasta 1983 fue asesor cultural y coordinador general del Museo de la Caricatura Severo Vaccaro; diseñó su isotipo y redactó sus catálogos.

## Su paso porTía Vicenta
La primera propuesta que llevó a la revista Tía Vicenta, a partir de su N.º 3, fue la adaptación de tradicionales juegos de mesa a la sátira política, pero hubo muchas otras propuestas acordes con la amplitud de temas que posibilitaba la revista del popular humorista argentino Landrú.
Entre 1961 y 1962 colaboró en Tía Vicenta en un proyecto que consistía en «disfrazarla» de otras revistas parodiando el estilo de otros colegas; así fue que dibujó, entre otras, su propia versión de la tapa de la revista Claudia que hacía Kali (Raúl Alonso); la de Billiken, de Lino Palacio; la de Enciclopedia Estudiantil, de A. Fedini y la contratapa de La Razón, de varios historietistas.
Continuó colaborando con Landrú en sus nuevos proyectos editoriales, María Belén y Tío Landrú, luego que el gobierno de facto del general Juan Carlos Onganía clausurara la publicación original.

## Estilo
Un crítico definió sus dibujos como «geometría humanizada o humanidad geometrizada»; Siulnas cuenta que se basaba en el principio del constructivismo en la composición de cada uno de ellos. Como ese estilo particular no era aceptado, en general, por las publicaciones en las que colaboraba, Siulnas debió resignarlo hasta la aparición de Tía Vicenta, la primera en dar cabida a estilos muy modernos, y producir dibujos que, si bien se encuadraban en una línea moderna, prescindían de la geometría y del constructivismo. Alternaba su firma como Vázquez Lucio —para los dibujos más tradicionales— con la de Siulnas, para los más modernos. 

## Editor e historiador
El 5 de diciembre de 1973 vio la luz una revista de la que Siulnas fue fundador, editor y director. Era una publicación localista referida a la ciudad donde vivía, titulada por ello Humorón, lo que no fue óbice para que trascendiera, primero a la Capital Federal y más tarde al interior del país, llegando incluso a Uruguay y Paraguay. Por sus páginas desfilaron muchos humoristas de la vieja guardia, a la vez que dio espacio a nuevos valores. Conforme al estilo de la revista, incluso los anuncios comerciales eran humorísticos. Como anécdota, Siulnas recordaba que uno de sus personajes era El súper Don José, dueño de una librería comercial que, de paso, se publicitaba subliminalmente. 
La brusca devaluación conocida como el «Rodrigazo» y los avatares económicos posteriores del país lo obligaron en enero de 1978 a cesar la publicación de la revista y su actividad de editor.
Fue entonces que, más como catarsis que con propósitos literarios, comenzó a escribir Mis memorias, antes que me olvide , un libro ilustrado que, si bien permanece inédito por no encontrar interesados en publicarlo, lo impulsó a avanzar en su camino como historiador del humor, a investigar lo que desconocía del humor en la Argentina más allá de su entorno y a escribir sobre ello: Notas sobre sus colegas publicadas en Todo es Historia, en Pájaro de Fuego y otros medios; un resumen sobre «la época de oro del humor gráfico en la Argentina» y, finalmente, Historia del Humor Gráfico y Escrito en la Argentina que publicó Eudeba en dos tomos, y  Aquellos personajes de historieta. Al momento de fallecer estaba abocado a redactar un Diccionario enciclopédico ilustrado del Humor Gráfico y Escrito en la Argentina.

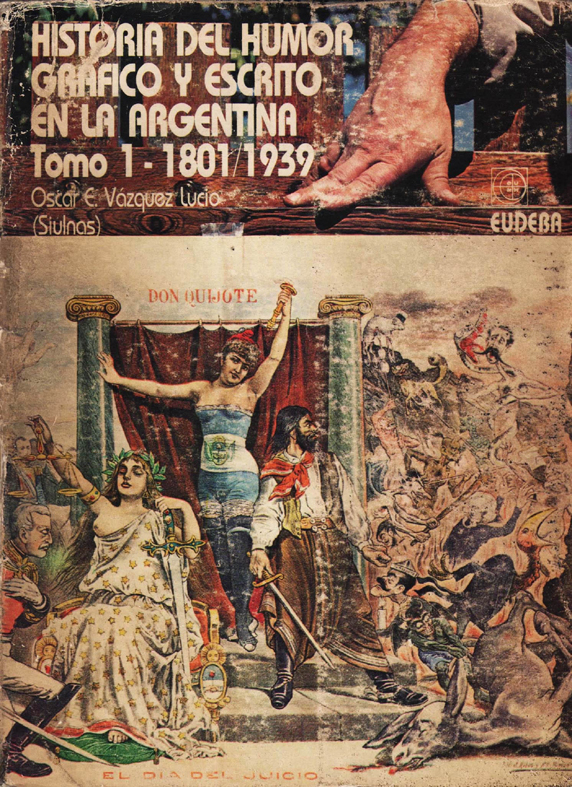
Portada del primer tomo de la Historia del humor gráfico y escrito en la Argentina, por Siulnas.

Las obras de Siulnas fueron y son muy apreciadas entre los investigadores y los cultores del humor argentino. En el prólogo a su libro Todo en rayas, «Poroto» Botana (hijo del fundador del diario Crítica) expresó: «La generosidad intelectual de Siulnas es total, ha dedicado tiempo y esfuerzos a promocionar la obra de todos los humoristas argentinos».

## Siulnas y el tango
Otra gran pasión de Siulnas a lo largo de su vida fue la música de Buenos Aires. Interpretaba tangos, valses y milongas del repertorio clásico porteño acompañándose con su guitarra. Sus trabajos de investigación sobre el humor en el tango lo llevaron a convertirse en académico de número de la Academia Porteña del Lunfardo; fue diseñador y uno de los redactores de El Chamuyo, revista de la Academia Nacional del Tango, y en más de una ocasión acompañó sus charlas con la interpretación de las obras a las que se refería.

## Defensor de los animales
También utilizó las páginas de Humorón para promover el respeto y el amor a los animales, contando historias reales ocurridas en su entorno. En esas mismas páginas, su tira «El perrito Boxi» abordaba idéntica temática. Boxi, cabe decir, fue un perrito real que acompañó a Siulnas durante muchos años.
Posteriormente, continuó esta prédica en el suplemento infantil del diario Crónica, a través de la sección «Los animales y sus voceros» y, más tarde, en el periódico Democracia Nacional y Participativa, de Morón, dirigido por Nelson González.

## Obras
- Historia del Humor Gráfico y Escrito en la Argentina (2 tomos). Buenos Aires, Eudeba, 1985-1987.
- Todo en rayas. Buenos Aires, Editorial Epidauros, 1985.
- Aquellos personajes de historieta. 1912-1959. Buenos Aires, Editorial Puntosur, 1987.
- El tango en el humor gráfico y escrito. Buenos Aires, Ediciones Club de Tango, 1996.